# Tevin Campbell
Tevin Jermod Campbell (født 12. november 1976 i Waxahachie, Texas) er en amerikansk Grammy-nomineret R&B-sanger. Han spillede rollen som Powerline i animationsfilmen Fedtmule og søn, hvor han sang «Stand Out» og «I 2 I». I lighed med Usher gik han fra at være barnestjerne til at være voksen R&B-sanger.